# So-Called Chaos
Albums de Alanis Morissette
Under Rug Swept Flavors of Entanglement
So-Called Chaos est le 6e album studio d'Alanis Morissette sorti en 2004.

## Histoire
Il s'est écoulé deux ans depuis que Morissette a sorti son cinquième album studio, Under Rug Swept. Entre-temps, elle avait rencontré son fiancé, Ryan Reynolds. Il inspira plusieurs chansons de So-Called Chaos. L'album est réalisé dans un état plus heureux et détendu que jamais, et ses chansons sont plus brillantes et plus heureuses que ses œuvres les plus volatils tels que You Oughta Know et Uninvited. Un journaliste a demandé si la chanson This Grudge était basée sur la même personne que You Oughta Know, et Morissette a répondu : « personne différente, même époque. » 
Le premier single, Everything, est envoyé à la radio américaine au printemps de 2004, et a suscité des réactions mitigées.
Certains critiques de So-Called Chaos ont été positifs, avec de nombreux critiques le qualifiant comme son disque le plus accessible et grand public depuis ses records de ventes avec Jagged Little Pill (1995). Pourtant, d'autres ont pensé qu'elle avait aussi bien vendu Jagged Little Pill grâce aux succès radio; le magazine Rolling Stone, par exemple, a déclaré à propos de So-Called Chaos  « Une tentative de renverser [battre] le record de ventes depuis Jagged Little Pill. ».

## Titres
Musiques composées par Alanis Morissette.

Paroles écrites par Alanis Morissette.
1. "Eight Easy Steps" – 2:52
2. "Out Is Through" – 3:52
3. "Excuses" – 3:32
4. "Doth I Protest Too Much" – 4:03
5. "Knees of My Bees" – 3:41
6. "So-Called Chaos" – 5:03
7. "Not All Me" – 3:58
8. "This Grudge" – 5:07
9. "Spineless" – 4:15
10. "Everything" – 4:36

## Crédits
- Alanis Morissette: Chant, piano, claviers, production
- Joel Shearer: Guitares
- David Levita: Guitare acoustique & électrique
- Jason Orme: Guitare électrique
- John Shanks: Guitares, basse, claviers, programmation et production
- Paul Livingston: Sitar
- Jamie Muhoberac: Claviers
- Tim Thorney: Claviers, piano, basse, production
- Zac Rae: Piano, claviers vibraphone
- Eric Avery: Basse
- Paul Bushnell: Basse
- Kenny Aronoff: Batterie
- Blair Sinta: Batterie

## Charts and certifications

### Album
| Classement (2004)        | Meilleure position |
| ------------------------ | ------------------ |
| Canada Albums Chart      | 2                  |
| Autriche Albums Chart    | 1                  |
| Czech Albums Chart       | 1                  |
| European Top 100 Albums  | 1                  |
| Allemagne Albums Chart   | 1                  |
| Holland Albums Chart     | 1                  |
| Suisse Albums Chart      | 2                  |
| Italie Albums Chart      | 4                  |
| Brésil Albums Chart      | 5                  |
| France Albums Chart      | 5                  |
| États-Unis Billboard 200 | 5                  |
| UK Albums Chart          | 8                  |
| Suède Albums Chart       | 10                 |
| Israël Albums Chart      | 12                 |
| Australie Albums Chart   | 15                 |

### Singles
| Année | Titre              | Position | Position     | Position             | Position         | Position          | Position        | Position    | Position |
| Année | Titre              | CAN      | U.S. Hot 100 | U.S. Hot 100 Airplay | U.S. Modern Rock | U.S. Adult Top 40 | U.S. Top 40/Pop | Royaume-Uni | AUS      |
| ----- | ------------------ | -------- | ------------ | -------------------- | ---------------- | ----------------- | --------------- | ----------- | -------- |
| 2004  | "Everything"       | 3        | 76           | 75                   | -                | 4                 | 36              | 22          | 15       |
| 2004  | "Out Is Through"   | -        | -            | -                    | -                | -                 | -               | 56          | -        |
| 2004  | "Eight Easy Steps" | -        | -            | -                    | -                | 27                | -               | -           | -        |

### Autres
| Single       | Chart (2004)            | Peak position |
| ------------ | ----------------------- | ------------- |
| "Everything" | Italie Top 50 Singles   | 6             |
| "Everything" | Espagne Top 20 Singles  | 6             |
| "Everything" | Tokio Hot 100           | 6             |
| "Everything" | United World Chart      | 10            |
| "Everything" | Autriche Top 75 Singles | 12            |
| "Everything" | Brésil Top 100 Singles  | 15            |
| "Everything" | Norvège Singles Top 20  | 17            |
| "Everything" | Suisse Top 100 Singles  | 22            |

| Single             | Chart (2004)                               | Peak position        |
| ------------------ | ------------------------------------------ | -------------------- |
| "Everything"       | Irlande Top 50 Singles                     | 26                   |
| "Everything"       | Allemagne Top 100 Singles                  | 29                   |
| "Everything"       | France Singles Top 100                     | 63                   |
| "Out Is Through"   | Tokio Hot 100                              | 39                   |
| "Out Is Through"   | Royaume-Uni Top 75 Singles                 | 56                   |
| "Out Is Through"   | Espagne Los 40 Principales                 | 32                   |
| "Out Is Through"   | Suisse Top 100 Singles                     | 67                   |
| "Out Is Through"   | Allemagne Top 100 Singles                  | 75                   |
| "Eight Easy Steps" | U.S. Billboard Hot Dance Music/Club Play 1 | 9                    |
| "Excuses"          | Brésil Top 100 Singles                     | 44 [réf. nécessaire] |